# Масакр у Вариводама
Масакр у Вариводама је ратни злочин који су починили припадници Хрватске војске (ХВ) и хрватске полиције 28. 9. 1995. године у селу Вариводе, крај Кистања, у Шибенско-книнској жупанији, током рата у Хрватској. Убијено је девет српских цивила, старијих особа старости између 60 и 85 година, иако је операција Олуја била завршена месец и по пре тога и више није било ратних дејстава. Шесторо бивших војника ХВ-а нашло се на суду због злочина у селу, али су ослобођени због недостатка доказа. Ипак, 2012. године Врховни суд Републике Хрватске пресудом је закључио да је војска Хрватске крива за убиства и овај догађај оценио као "чин тероризма". 2013. године, жупанијски суд у Книну својом пресудом је одредио да Влада Републике Хрватске мора исплатити одштету породицама особа које су убијене.

## Претходница
Рат у Хрватској привремено је прекинут мировним споразумом 1992. године, након чега је УНПРОФОР размештен по подручју под српском контролом како би надзирао мирну реинтеграцију подручја под хрватску власт и повратак избеглица. Упркос примирју, јављали су се окршаји између Хрватске војске (ХВ) и Српске војске Крајине (СВК). 1995. године, након неуспелих покушаја о мирном решењу сукоба, Хрватска је покренула две војне операције - операцију Бљесак и операцију Олују - којим је заузет већи део простора тадашње Републике Српске Крајине (РСК). У овим акцијама су забележени многобројни ратни злочини, док је око 250.000 Срба прогнано са тог подручја.

## Убиства
Операција Олуја службено је завршена 8. августа 1995. године. Месец и по дана касније, у ноћи 28. септембра 1995, војници ХВ-а ушли су у село Вариводе, крај Кистања, у Шибенско-книнској жупанији, и тамо убили деветоро старијих српских цивила, који су преостали на том подручју у својим кућама. 
Убијени су: 
- Јован Берић (60),
- Спиро Берић (60),
- Рајко Берић (69),
- Мара Берић (70),
- Мирко Покрајац (85),
- Љубо Дујо Дукић (75),
- Мара Дукић (70),
- Милка Берић (71) и
- Јован Берић (75).

Најмлађа жртва имала је 60, а најстарија 85 година. Након убиства, тела су поливена кречом и закопана на гробљу у близини села, без знања породица жртава. У близини једне куће, пронађен је траг крви дуг 15 метара. Само је један мушкарац преживео, који је чуо пуцњаву али није ништа видео јер је био у другој кући.
Након масакра, хрватска власт Фрање Туђмана негирала је извештаје о злочинима против Срба и тврдила да се ради о антихрватској пропаганди. САД су протестовале због ових злочина и оптужила Владу Републике Хрватске да није предузела мере који су могле спречити такве злочине. Извештај Уједињених нација из 1996. наводи да је девет особа убијено у Вариводама, након чега су њихове куће уништене и опљачкане. Према закључку, укупно је убијено најмање 150 цивила, док је забележено 5.000 случајева паљења и пљачки у том подручју током целог лета 1995.
Тела убијених Срба нису ексхумирана, нити су спроведене аутопсије, што је умањило потенцијалне доказе који су се могли употребити на суђењима.
Српско народно вијеће је 2004. године поставило спомен обележје на улазу у Вариводе како би се одала почаст жртвама. 2010. године, ово спомен обележје је поломљено од стране непознатих починилаца, али је убрзо обновљено. Хрватска премијерка Јадранка Косор осудила је уништавање спомен-плоче те позвала да се починиоци казне због вандализма. Хрватски председник Иво Јосиповић исте је године посетио то село како би открио ново постављену спомен-плочу, те положио цвеће. При томе је изјавио испред публике од стотињак особа: "Они су убијени кад више није било ратних операција и они су невине жртве освете која није смела бити спроведена. Не може се ничим опрати злочин и обрисати крв која је овде проливена. Не може се опрати ни срамота која је почињена хрватском народу овим убиством".

## Судски поступци
Међународни кривични суд за бившу Југославију (МКСЈ) подигао је 2001. оптужницу за ратне злочине због злочина у Кистањама. Хрватски команданти Анте Готовина, Младен Маркач и Иван Чермак су оптужени за недела у неколико села и градова, а Кистање је укључено као злочин прогона, окрутног поступања, безобзирног разарања, пљачке јавне или приватне имовине и убиства. Ипак, жалбеном пресудом су ослобођени свих оптужби.
За тај злочин у два наврата у Хрватској је суђено шесторици припадника Хрватске војске - Ивану Јаковљевићу, Пери Перковићу, Недјељку Мијићу, Златку Ладовици, Ивици Петрићу и Николи Рашићу, који су крајем 2002. године пуштени на слободу због недостатка доказа.
2012. године, Врховни суд Републике Хрватске пресудом је закључио да је војска Хрватске крива за убиства те их назвала "чином тероризма" почињеног "из политичких побуда с циљем изазивања страха, ужаса и осећаја несигурности грађана".